# شیلوتوراکس
شیلوتوراکس (به انگلیسی: chylothorax) به برون‌تراوی محتویات لنف‌های تشکیل شده در دستگاه گوارش، به‌علت اختلال یا انسداد مجرای توراسیک و تجمع آن در حفره پلورال یا فضای جنبی شیلوتوراکس می‌گویند.
در افرادی با رژیم غذایی نرمال، این برون تراوی، می‌تواند با ظاهر کدر و شیری رنگ خود مشخص شود چراکه شیلوتوراکس، حاوی مقادیر زیادی از تری گلیسریدها است.
به علت شباهت‌های ظاهری بین شیلوتوراکس و pseudochylothorax (پلورال افیوژن در کلسترول بالا)، تشخیص آن از اهمیت ویژه‌ای برخوردار است. عامل شیلوتوراکس بیشتر فرایندهای التهابی مزمن است و درمان آن نیز تفاوت دارد و بر همین اساس خواهد بود.